# Leroy Watson
Leroy Denver Watson (Broseley, 6 luglio 1966) è un ex arciere britannico.

## Palmarès
- Giochi olimpici

Seoul 1988: bronzo nella gara a squadre;